# Husfliden
Husfliden, von norwegisch husflid (Heimindustrie), ist eine Vereinigung norwegischer Kunsthandwerker, die ihre Produkte in einer eigenen Handelskette verkaufen.

## Geschichte
Die Gründung der Vereinigung geht bis ins 19. Jahrhundert zurück. Infolge der Industriellen Revolution sollten die norwegischen Handwerkstraditionen bewahrt werden.
Der Vorstand des Kunstindustrimuseet (Kunstgewerbemuseums) ergriff 1886 die Initiative und gründete die Norsk Husflids Bolag (Norwegische Handwerksgesellschaft) und 1889 die Foreningen til National textil Kunstflid (Vereinigung des nationalen Textilhandwerks), während H.K. Frølich 1889 die Norsk Husflids Venner (Norwegischen Handswerksfreunde) gründete.
Im Jahre 1891 einigten sich die drei Vereinigungen, sich zum Verband Husfliden zu verschmelzen. 
Husfliden bezog 1892 ein eigenes Geschäft in der Kristianiaer Carl Johansgate 27 und organisierte von dort aus eine umfangreiche Produktion von Kunsthandwerk in privaten Haushalten in ganz Norwegen. Dies war eine wichtige zusätzliche Einkommensquelle für die Bewohner der ländlichen Gegenden. Das Geschäft wurde zu einem Modell für Geschäfte in anderen Städten Norwegens und bereits 1899 gab es Filialen in Bergen, Trondheim, Stavanger und Kristiansand. 
Norges Husflidslag, unter der Schirmherrschaft von Königin Sonja, besteht heute aus einer Vereinigung von 400 Gruppen, einschließlich der norwegischen Handwerksvereinigung (Norske Husflidsforening), mit mehr als 20.000 Mitgliedern und 37 Filialen in Städten und Dörfern. Husflidslag leistet einen wichtigen Beitrag zur Erhaltung des traditionellen Handwerks in Norwegen.

## Produktpalette
Die Produktpalette umfasst Stoffe, Strick- und Schmiedearbeiten, Schnitzereien, Malerei sowie das Material und die Herstellung der über 400 verschiedenen Trachten Norwegens. Husfliden nimmt an Ausstellungen im In- und Ausland teil, beschäftigt Designer, arbeitet mit Architekten zusammen und gibt Inspirationen für die gesamte skandinavische Designerbewegung.